# 谢胡·沙加里
谢胡·乌斯曼·阿利尤·沙加里（英語：Shehu Usman Aliyu Shagari，1925年2月25日—2018年12月28日），尼日利亚政治家。第二共和国总统（1979–1983），接手奥卢塞贡·奥巴桑乔军政府的政权。

## 生平
谢胡·沙加里1925年出生于英属尼日利亚北部领地索科托州一个叫沙加里的村庄，他在一个一夫多妻的富拉尼族家庭里长大，持有索科托哈里发所封的“Turakin Sakkwato”贵族头衔。沙加里自幼在伊斯兰教学校读书，在索科托中学毕业后，进入卡杜纳大学。卡杜纳大学最初创建时是一个教师培训学校，沙加里毕业后成为一名中学老师。
从1930年代末开始，几个尼日利亚北部政治组织开始迅速成长起来，沙加里作为受过教育的大学生也开始参与了早期的独立运动。索科托的青年社交圈子逐渐整合为一个新的政治组织——北方人民代表大会。后来，该组织成为一个政党，赢得1959年的全国议会选举。沙加里在1958年被总理阿布巴卡尔·塔法瓦·巴勒瓦（Abubakar Tafawa Balewa）任命为议会秘书，1960年担任经济发展部长，1962年任内政部长，1965年任工程和测量部长。第一共和国被军事政变推翻后，沙加里回到索科托自己的农场里务农，1970年，作为扩大政府运动的一部分，雅库布·戈翁任命沙加里为经济事务部长和财政部长。
戈翁政府被推翻后，奥巴桑乔政府发起一个新的民主回归时间表，并成立了一个宪政会议。谢胡·沙加里组建尼日利亚国家党，在竞选经理奥马鲁·迪科的帮助下赢得了1979年大选。
沙加里政府以房地产、工业、交通和农业作为他的政府的主要目标，尤其是在石油经济的繁荣。在交通方面，他启动了全国公路网络。他还发起一个促进机械在农业中的使用项目。尽管取得了一些成就，但其政府腐败严重，1982年的三角洲钢铁联合企业合并案中，许多著名政治家在这些项目中涉嫌收取回扣。1981年油价开始下跌，尼日利亚政府的财务状况受到影响。
1983年8月11日，沙加里连任总统，反对派指控他在选举中选举舞弊以及腐败，再加上世界石油价格的下降，国家财政状况恶化，和流行的宗教和政治暴力，导致其政权变得非常不受人民的欢迎，最终在1983年新年前夜被穆罕默杜·布哈里少将发动军事政变推翻。

## 延伸阅读
- Shehu Othman: Classes, Crises and Coup: The Demise of Shagari's Regime. African Affairs > Vol. 83, No. 333
- "Special advisers to the Nigerian President", 1979. The British Broadcasting Corporation.
- "Nigerian Cabinet Changes", the British Broadcasting Corporation, BBC Summary of World Broadcasts, February 17, 1982.